# Hemimycena angustispora
Hemimycena angustispora es una especie de hongos basidiomicetos de la familia Mycenaceae, orden  Agaricales.

## Sinónimos
- Delicatula angustispora (Kühner & Romagn. 1953)
- Helotium angustisporum (Redhead 1982)
- Marasmiellus angustisporus (Singer 1951)
- Mycena angustispora (Orton 1991)
- Omphalia angustispora (Joss. 1937)